# Asterophryinae
Az Asterophryinae a kétéltűek (Amphibia) osztályába, a békák (Anura) rendjébe és a szűkszájúbéka-félék (Microhylidae) családjába tartozó alcsalád.

## Elterjedése
Az alcsaládba tartozó fajok Indonéziában, Pápua Új-Guineában a Maluku-szigeteken, valamint Új-Guineában a Louisiade-szigeteken honosak.

## Rendszerezésük
Az alcsaládba tartozó nemek:
- Aphantophryne Fry, 1917
- Asterophrys Tschudi, 1838
- Austrochaperina Fry, 1912
- Barygenys Parker, 1936
- Callulops Boulenger, 1888
- Choerophryne Van Kampen, 1914
- Cophixalus Boettger, 1892
- Copiula Méhely, 1901
- Gastrophrynoides Noble, 1926
- Hylophorbus Macleay, 1878
- Mantophryne Boulenger, 1897
- Oninia Günther, Stelbrink & von Rintelen, 2010
- Oreophryne Boettger, 1895
- Paedophryne Kraus, 2010
- Siamophryne Suwannapoom, Sumontha, Tunprasert, Ruangsuwan, Pawangkhanant, Korost & Poyarkov, 2018
- Sphenophryne Peters & Doria, 1878
- Vietnamophryne Poyarkov, Suwannapoom, Pawangkhanant, Aksornneam, Duong, Korost & Che, 2018
- Xenorhina Peters, 1863